# Picralima
Genre
Picralima nitida est un genre de plantes à fleurs de la famille des Apocynaceae.

## Liste d'espèces
Selon Catalogue of Life (31 juillet 2017) :
- Picralima nitida (Stapf) Th. & H. Durand

Selon GRIN (31 juillet 2017) :
- Picralima nitida (Stapf) T. Durand & H. Durand

Selon World Checklist of Selected Plant Families (WCSP) (31 juillet 2017) :
- Picralima nitida (Stapf) T.Durand & H.Durand (1909)

Selon NCBI (31 juillet 2017) :
- Picralima nitida

Selon The Plant List (31 juillet 2017) :
- Picralima nitida (Stapf) T.Durand & H.Durand

Selon Tropicos (31 juillet 2017) (Attention liste brute contenant possiblement des synonymes) :
- Picralima elliotii (Stapf) Stapf
- Picralima gracilis A. Chev.
- Picralima klaineana Pierre
- Picralima laurifolia A. Chev.
- Picralima macrocarpa A. Chev.
- Picralima nitida (Stapf) T. Durand & H. Durand
- Picralima umbellata (K. Schum.) Stapf